# Komisariat Straży Celnej „Gorzyce”

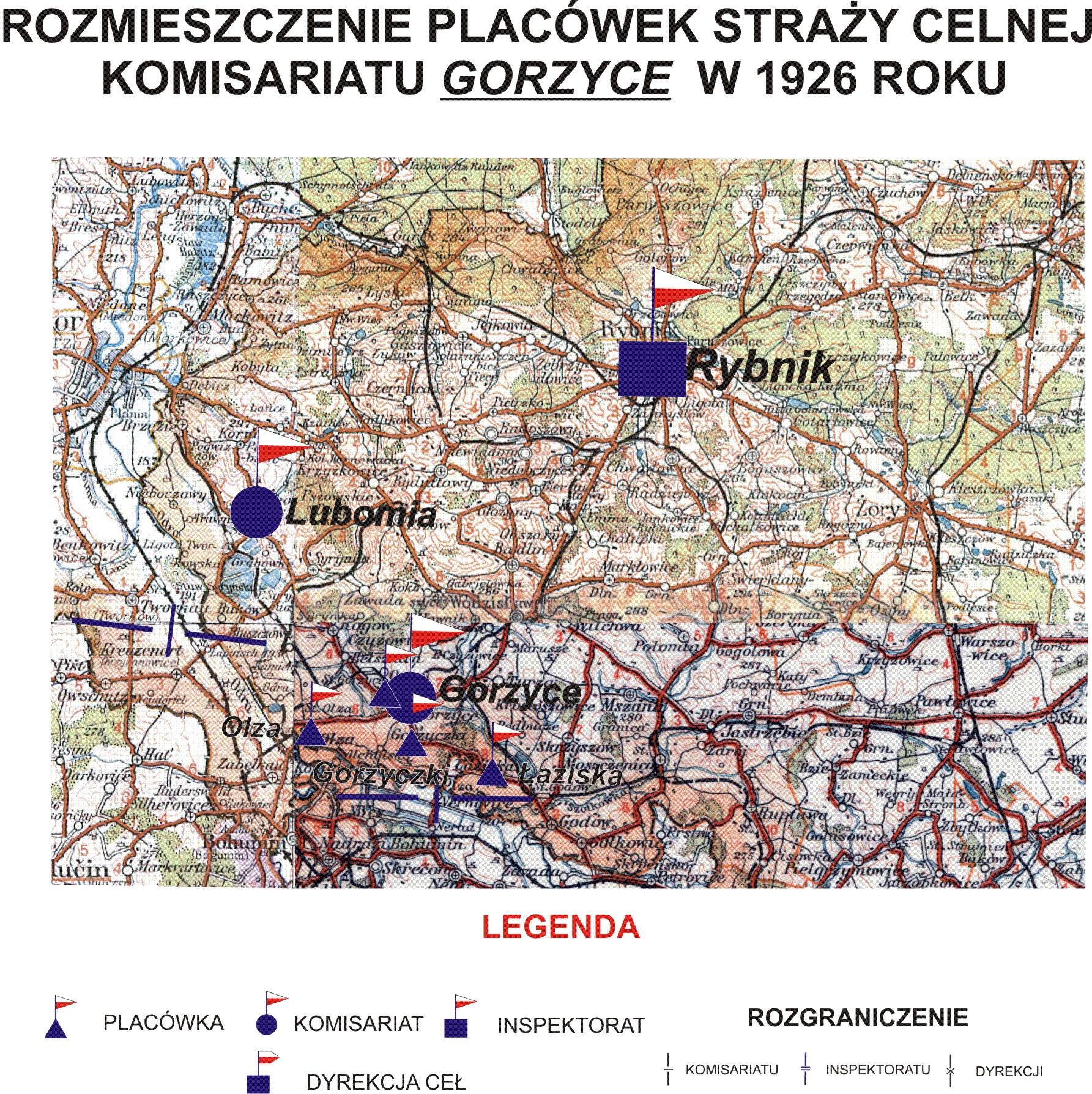
Rozmieszczenie placówek SC Komisariatu Gorzyce w 1926 r.

Komisariat Straży Celnej „Gorzyce” – jednostka organizacyjna Straży Celnej pełniąca służbę ochronną na granicy polsko-czechosłowackiej w latach 1921–1928.

## Formowanie i zmiany organizacyjne
Na wniosek Ministerstwa Skarbu, uchwałą z 10 marca 1920 roku, powołano do życia Straż Celną. Od połowy 1921 roku jednostki Straży Celnej rozpoczęły przejmowanie odcinków granicy od pododdziałów Batalionów Celnych. Początek działalności Straży Celnej na Śląsku datuje się na dzień 15 czerwca 1922 roku. Proces jej tworzenia trwał do końca 1922 roku. Komisariat Straży Celnej „Gorzyce”, wraz ze swoimi placówkami granicznymi, wszedł w podporządkowanie Inspektoratu Straży Celnej „Rybnik”.
W drugiej połowie 1927 roku przystąpiono do gruntownej reorganizacji Straży Celnej. W praktyce skutkowało to rozwiązaniem tej formacji granicznej. Rozporządzeniem Prezydenta Rzeczypospolitej Polskiej Ignacego Mościckiego z 22 marca 1928 roku w jej miejsce powoływano z dniem 2 kwietnia 1928 roku Straż Graniczną.
Rozkazem nr 4 z 30 kwietnia 1928 roku w sprawie organizacji Śląskiego Inspektoratu Okręgowego dowódca Straży Granicznej gen. bryg. Stefan Pasławski powołał komisariat Straży Granicznej „Gorzyce”, który przejął ochronę granicy od rozwiązywanego komisariatu Straży Celnej.

## Służba graniczna
Z dniem 21 grudnia 1924 została zlikwidowana placówka SC „Uchylsko”.
Sąsiednie komisariaty
- komisariat Straży Celnej „Lubomia”  ⇔ komisariat Straży Celnej „Moszczenica” − 1926

## Funkcjonariusze komisariatu
Obsada personalna w 1926:
- kierownik komisariatu – komisarz Mikołaj Kmieć
- pomocnik kierownika komisariatu –

## Struktura organizacyjna
Organizacja komisariatu w 1926 roku:
- komenda – Gorzyce
- placówka Straży Celnej „Łaziska”
- placówka Straży Celnej „Gorzyczki”
- placówka Straży Celnej „Gorzyce”
- placówka Straży Celnej „Olza”